# Nommay
Nommay – miejscowość i gmina we Francji, w regionie Burgundia-Franche-Comté, w departamencie Doubs.
Według danych na rok 1990 gminę zamieszkiwały 1513 osoby, a gęstość zaludnienia wynosiła 474 osoby/km² (wśród 1786 gmin Franche-Comté Nommay plasuje się na 107. miejscu pod względem liczby ludności, natomiast pod względem powierzchni na miejscu 948.).